# Bernard Harrington
Bernard Joseph Harrington (ur. 6 września 1933 w Detroit, Michigan) – amerykański duchowny katolicki, biskup Winony w latach 1998-2009.

## Życiorys
Do kapłaństwa przygotowywał się w Seminarium Najświętszego Serca w rodzinnym mieście. Studiował też na Katolickim Uniwersytecie Ameryki. Święcenia kapłańskie otrzymał 6 czerwca 1959 i inkardynowany został do archidiecezji Detroit. W latach 1977–1985 rektor swej alma mater w Detroit.
23 listopada 1993 papież Jan Paweł II mianował go biskupem pomocniczym Detroit ze stolicą tytularną Uzalis. Sakry udzielił mu kardynał Adam Maida. 
4 listopada 1998 mianowany ordynariuszem Winony w Minnesocie. Na emeryturę przeszedł 7 maja 2009. Tego samego dnia sukcesję w diecezji przejął dotychczasowy koadiutor bp John Michael Quinn.